# Honda Motor Football Club 1991-1992
Questa voce raccoglie le informazioni riguardanti il Honda Motor Football Club nelle competizioni ufficiali della stagione 1991-1992.

## Stagione
Pur perdendo in sede di calciomercato numerosi giocatori chiave, l'Honda Motor giunse sino alla finale di Coppa di Lega (persa a causa di un gol segnato allo scadere dall'ex Kitazawa) e fu eliminato dal Nissan Motors nelle semifinali di Coppa dell'Imperatore. Al termine del campionato, dove si era piazzato al decimo posto, la dirigenza rifiutò una proposta di fusione con altri club gemelli che avrebbe garantito alla squadra l'iscrizione alla neocostituita J. League: il club otterrà quindi la qualificazione nella Japan Football League.

## Maglie e sponsor
Le maglie, prodotte dall'Adidas, recano sulla parte anteriore l'iscrizione Honda e sono caratterizzati dalla presenza di tre strisce sulla spalla destra. Indipendentemente dal tipo di divisa, i calzoncini possono essere di colore bianco o rosso.
| Manica sinistra · Manica sinistra · Maglietta · Maglietta · Manica destra · Pantaloncini · Calzettoni | Manica sinistra · Maglietta · Manica destra · Pantaloncini · Pantaloncini · Calzettoni |  |

## Rosa
| N. |                     | Ruolo | Calciatore         |
| -- | ------------------- | ----- | ------------------ |
| 1  | Giappone (bandiera) | P     | Nobuhiro Takeda    |
| 3  | Giappone (bandiera) | D     | Tetsuji Nakamikawa |
| 6  | Giappone (bandiera) | D     | Toshinori Yato     |
| 7  | Giappone (bandiera) | C     | Yasuto Honda       |
| 9  | Giappone (bandiera) | C     | Naruyuki Naitō     |
| 10 | Giappone (bandiera) | A     | Yoshiyuki Hasegawa |
| 12 | Giappone (bandiera) | A     | Shigeru Ando       |
| 14 | Giappone (bandiera) | D     | Shiro Murakami     |
| 16 | Giappone (bandiera) | D     | Makoto Hirata      |
| 17 | Giappone (bandiera) | C     | Hisashi Kurosaki   |
| 18 | Giappone (bandiera) | D     | Hideo Yoshizawa    |
| 19 | Giappone (bandiera) | D     | Masanori Otsuka    |
| 20 | Brasile (bandiera)  | C     | Douglas            |

| N. |                     | Ruolo | Calciatore        |
| -- | ------------------- | ----- | ----------------- |
| 23 | Brasile (bandiera)  | C     | Roberto           |
| 24 | Giappone (bandiera) | D     | Kō Ishikawa       |
| 25 | Giappone (bandiera) | P     | Masaaki Furukawa  |
| 26 | Brasile (bandiera)  | C     | Marcus            |
|    | Giappone (bandiera) | P     | Osamu Chiba       |
|    | Giappone (bandiera) | D     | Kazuhisa Irii     |
|    | Giappone (bandiera) |       | Yasushi Ishikawa  |
|    | Giappone (bandiera) |       | Satoshi Yamaguchi |
|    | Giappone (bandiera) |       | Koji Hashiyatani  |
|    | Giappone (bandiera) |       | Tsutomu Watanabe  |
|    | Giappone (bandiera) |       | Shigenori Sawada  |
|    | Giappone (bandiera) |       | Hideo Yoshizawa   |
|    | Giappone (bandiera) |       | Kenji Oba         |

## Statistiche

### Statistiche di squadra
| Competizione          | Punti | Totale | Totale | Totale | Totale | Totale | Totale | DR |
| Competizione          | Punti | G      | V      | N      | P      | Gf     | Gs     | DR |
| --------------------- | ----- | ------ | ------ | ------ | ------ | ------ | ------ | -- |
| JSL Division 1        | 23    | 22     | 5      | 8      | 9      | 18     | 25     | -7 |
| JSL Cup               | -     | 4      | 1      | 2      | 1      | 14     | 9      | +5 |
| Coppa dell'Imperatore | -     | 4      | 2      | 2      | 0      | 7      | 5      | +2 |
| Totale                | -     | 30     | 8      | 12     | 10     | 39     | 39     | 0  |